# Strada europea E004
La strada europea E004 è una strada europea che collega Qyzylorda a Bukhara. Come si evince dalla numerazione, si tratta di una strada di classe B posta a est della E101.

## Percorso
La E004 è definita con i seguenti capisaldi di itinerario: "Qyzylorda - Uchquduq - Bukhara".